# 28638 Joywang
28638 Joywang este un asteroid din centura principală de asteroizi.

## Descriere
28638 Joywang este un asteroid din centura principală de asteroizi. A fost descoperit pe 30 martie 2000 la Socorro, New Mexico, în cadrul proiectului LINEAR. Asteroidul prezintă o orbită caracterizată de o semiaxă mare de 2,66 ua, o excentricitate de 0,14 și o înclinație de 1,2° în raport cu ecliptica.